# Prašivá (geomorfologická část)
Prašivá je geomorfologickou částí Ďumbierských Tater. Zabírá jihozápadní část Nízkých Tater, mezi Hiadeľským sedlem a sedlem Zámostské hole . Nejvyšším vrcholem této části je Veľká Chochuľa (1753 m n. m.).

## Vymezení
Území leží v jihozápadní polovině Ďumbierských a tedy i celých Nízkých Tater. Na severu pokračují Ďumbierské Tatry částí Salatíny a Lúžňanskou kotlinou, východním směrem leží rozsáhlý Ďumbier. Jižním směrem sousedí Lopejská kotlina (podcelek Horehronského podolia ), na jihozápadním okraji malou částí i Bystrické podolie (podcelek Zvolenské kotliny). Hiadeľské sedlo na západě odděluje Starohorské vrchy a Korytnická dolina podcelek Zvolen, patřící do Velké Fatry. 

## Ochrana území
Prašivá leží v Národním parku Nízké Tatry, příp. jeho ochranném pásmu. Zvláště chráněnou lokalitou je národní přírodní rezervace Pod Latiborskou hoľou. 

## Turismus
Rozsáhlý masiv Prašivej a Veľké Chochuľe je nepřehlédnutelný jak z jižního směru od Zvolena, tak i z okolí Donoval (vrchy Nová hoľa či Zvolen). Vysokohorský ráz hřebene vyniká i z Lúžňanské doliny a právě hřebenem vede frekventovaná,  červeně značená Cesta hrdinů SNP. Na magistrálu se připojuje několik značených stezek z údolních obcí v okolí. Významnou křižovatkou turistických tras je Hiadeľské sedlo. 